# Luca Dainelli
Luca Dainelli foi um diplomata italiano.
Dainelli foi o 8.º Embaixador da Itália no Paquistão. Ele também é recordado por fazer num depoimento, em março de 1978, algumas acusações infundadas contra Aldo Moro, na tentativa de exonerar Giovanni Leone. Além de ser um embaixador italiano no Paquistão, Dainelli também foi vice-cônsul italiano na cidade de Nova York.